# Guaraná Antarctica
Guaraná Antarctica è la bevanda analcolica al sapore di guaraná più diffusa in Brasile, creata nel 1921 dalla Companhia Antarctica Paulista, ora parte di AmBev. La bevanda è commercializzata anche in Portogallo (in concorrenza con la marca Guaraná Brasil), Spagna, Honduras, USA e Italia. La bibita commercializzata in Italia  è priva di caffeina.